# Josepa Sellés i Castells
Josepa Sellés i Castells, coneguda com a Pepita Sellés (Barcelona, 15 d'abril de 1908 - Barcelona, 4 de juliol de 1974) fou música, pianista, violoncel·lista i acordionista, a més de ser la fundadora i directora de l'Orquestra de Cambra d'Acordions de Barcelona i professora d'acordió, entre altres llocs, al Conservatori Superior de Música del Liceu.

## Biografia
Pepita Sellés va néixer al número 41 del carrer Pau Claris de Barcelona, filla de Ramon Sellés Torralba, de Sena (Osca) i de Cinta Castells i Santoña, de Tortosa. Va ser inscrita amb els noms de Josepa i Cinta.
Va començar els estudis musicals amb 9 anys a l'Escola Municipal de Música de Barcelona, estudiant al llarg del temps piano, solfeig, harmonia, violoncel i cant, amb els professor Carles Pellicer, Lluís Millet, Enric Morera, Andreua Fornells i Josep Soler. Va ingressar a l'Orfeó Català quan tenia 10 anys.
El primer anunci trobat sobre una activitat musical de Pepita Sellés data d'octubre de 1921, en el conjunt musical Camino Adelante, integrat per diferents músics. Uns mesos més tard torna a aparèixer en premsa, en un anunci de la participació en el saló Royal Concert del trio format per Jerezana, Carmen Rodrigo i Pepita Sellés. Setmanes més tard, Pepita Sellés oferia en aquell local concerts en solitari com a pianista "d'èxit", retornant a les formacions de trio en el mateix local al llarg de l'estiu i principi de la tardor de 1922, amb diverses companyes, sempre dones. També va oferir concerts aquell any en diverses formacions en els salons Monte-Carlo i Teatre Circ Barcelonès (3 d'agost). Una crònica de 1922 la definia com a espatarral: «Royal Concert: Ideal Coralito, colossal; Júlia López, piramidal; Pepita Sellés, espatarral».
La seva primera formació musical la va constituir amb alguns amics, sota el títol d'Orquestrina Sellés. La primera referència en hemeroteques d'aquesta orquestrina data del 6 d'octubre de 1925, un anunci d'una sèrie de balls a l'últim dels quals, el del 25 d'octubre, havia de participar la formació, però la formació existia ja un parell d'anys abans, quan Pepita tenia 15 anys. La formaven Pepita (piano), la seva germana Pilar (violí), Ramon Vives, Mercè Mabres i Josep Batallé. L'orquestrina encara oferia concerts el 1932. Pepita va formar també, amb la seva germana Pilar (violí) i Mercè Mabres (violoncel) el Trio Sellés. La primera referència d'hemeroteques d'aquest trio es troba en un anunci del 7 d'octubre de 1927. L'any 1929 el rotatiu El Diluvio va dedicar un llarg article a la formació, que actuava habitualment al Teatre Romea de Barcelona, indicant que la violoncel·lista es deia Mercè Valero. Aquesta formació va actuar fins a més enllà de la guerra civil, fins a l'any 1941.
Va ser al Teatre Romea on Pepita Sellés va conèixer el que seria el seu marit, Enric Perelló i Gassó, apuntador en aquell teatre. Es van casar el gener de 1933. El 19 de novembre de 1935 va néixer la seva única filla, Pepita Perelló i Sellés (1935-2016), que seria continuadora de la tasca de la seva mare al capdavant de l'Orquestra de Cambra d'Acordions de Barcelona, a partir de 1974.
L'any 1943, les germanes Pepita i Pilar Sellés van ser contractades per la companyia de varietats anomenada Els Vienesos (Los Vieneses), on van formar part del conjunt d'acordions Mignon. Inicialment Pepita tocava en aquesta formació el violoncel. Una al·lèrgia a la resina emprada per als arcs dels instruments de corda la va dur a aprendre i a tocar ella també l'acordió, passant a constituir-se el grup en una orquestra exclusivament formada per intèrprets d'aquest instrument. La seva participació en aquesta formació va finalitzar l'any 1945.
L'any 1948, Pepita va fundar la seva orquestra d'acordions, a petició d'un grup d'alumnes seves d'aquest instrument. Inicialment l'orquestra estava formada per sis instrumentistes, totes dones, que van constituir la primera orquestra estable d'acordions d'Espanya. A partir de la temporada 1955-1956 el conjunt va passar a anomenar-se pel seu nom actual, Orquestra de Cambra d'Acordions de Barcelona (OCAB). Pepita Sellés va dedicar la resta de la seva vida a l'OCAB, compaginant aquesta dedicació amb l'ensenyament de l'acordió, entre altres llocs al Conservatori del Liceu entre els anys 1955 i 1974.
Va morir el 4 de juliol de 1974 a Barcelona, a causa d'un càncer.